# Virtus Entella 2019-2020
Questa voce raccoglie le informazioni riguardanti la Virtus Entella nelle competizioni ufficiali della stagione 2019-2020.

## Stagione
La stagione del ritorno in Serie B vede la conferma di mister Roberto Boscaglia, artefice della vittoria del campionato di Serie C.
L'esordio stagionale vede i biancocelesti sconfitti nel secondo turno di Coppa Italia contro il Südtirol. In campionato i ragazzi di Mister Boscaglia partono forte, al termine del girone di andata l'Entella è quarta con 29 punti in piena zona Play-off. Nel girone di ritorno non riesce a tenere lo stesso passo, perde alcune posizioni, ma giunge al tribolato termine di campionato con 48 punti, tre sopra la zona Play-out. Campionato tribolato perché ha dovuto fare i conti con la pandemia da Covid-19, che ha sconvolto il mondo intero, anche il calcio ha pagato il proprio tributo, con i due massimi campionati bloccati per tre mesi dal 10 marzo al 16 giugno, con le conclusioni dei tornei ultimati ad agosto. La Serie C non ha potuto portare a termine i suoi campionati.

## Divise e sponsor
Lo sponsor tecnico per la stagione 2019-2020 è Adidas; come l'anno precedente, le prime due divise sono personalizzate attraverso il programma Miadidas, mentre la terza maglia proviene dal catalogo teamwear del marchio tedesco. Main sponsor presente sulle divise da gioco è Duferco Energia.
| Casa | Trasferta | Terza divisa |

## Organigramma societario
Area direttiva
- Presidente: Antonio Gozzi
- Vice Presidente: Walter Alvisi
- Vice Presidente e Responsabile S.L.O.: Salvatore Fiumanò
- Direttore Generale: Matteo Matteazzi
- Segretario Generale: Nicola Benedetti
- Responsabile Sicurezza: Giacomo Cidale
- Responsabile Strutture: Michele Benati
- Amministrazione: Andrea Solari

Area comunicazione e marketing
- Responsabile Ufficio Stampa: Matteo Gerboni
- Ufficio Stampa: Marco Bianchi, Nicolò Pagliettini
- Marketing: GISA Srl

Area sportiva
- Direttore sportivo: Matteo Superbi
- Team Manager: Matteo Gerboni
- Responsabile Scouting: Daniele Rosso

Area tecnica
- Allenatore: Roberto Boscaglia
- Vice Allenatore: Giacomo Filippi
- Collaboratore tecnico: Alessio Talia
- Responsabile area preparatori atletici: Ermanno Ciotti
- Preparatori atletici: Marco Nastasi, Emanuele Tononi
- Preparatore dei Portieri: Massimo Gazzoli
- Match Analyst: Igor Graziani

Area sanitaria
- Staff Sanitario: Riccardo Saporiti, Roberto Galli
- Fisioterapisti: Saverio Quercia, Emanuele Zuccarello

## Rosa
| N. |                   | Ruolo | Calciatore               |
| -- | ----------------- | ----- | ------------------------ |
| 1  | Italia (bandiera) | P     | Andrea Paroni            |
| 2  | Italia (bandiera) | D     | Federico Valietti        |
| 3  | Italia (bandiera) | D     | Marco Sala               |
| 4  | Italia (bandiera) | D     | Ivan De Santis           |
| 5  | Italia (bandiera) | D     | Marco Chiosa             |
| 6  | Italia (bandiera) | D     | Carlo Crialese           |
| 7  | Italia (bandiera) | A     | Giuseppe De Luca         |
| 8  | Italia (bandiera) | C     | Marco Crimi              |
| 9  | Italia (bandiera) | A     | Salvatore Caturano       |
| 10 | Italia (bandiera) | C     | Luca Nizzetto (capitano) |
| 11 | Italia (bandiera) | A     | Michele Currarino        |
| 12 | Italia (bandiera) | P     | Samuele Massolo          |
| 13 | Italia (bandiera) | P     | Nikita Contini           |
| 14 | Italia (bandiera) | C     | Andrea Settembrini       |
| 15 | Italia (bandiera) | D     | Michele Pellizzer        |
| 16 | Italia (bandiera) | C     | Simone Icardi            |
| 17 | Italia (bandiera) | C     | Francesco Ardizzone      |

| N. |                     | Ruolo | Calciatore         |
| -- | ------------------- | ----- | ------------------ |
| 18 | Italia (bandiera)   | A     | Claudio Morra      |
| 19 | Ungheria (bandiera) | A     | Krisztián Adorján  |
| 20 | Italia (bandiera)   | A     | Manuel De Luca     |
| 21 | Italia (bandiera)   | D     | Mauro Coppolaro    |
| 22 | Italia (bandiera)   | P     | Daniele Borra      |
| 23 | Italia (bandiera)   | C     | Andrea Paolucci    |
| 22 | Italia (bandiera)   | D     | Federico Bonini    |
| 24 | Belgio (bandiera)   | C     | Moutir Chajia      |
| 25 | Italia (bandiera)   | C     | Marco Toscano      |
| 26 | Italia (bandiera)   | D     | Leonardo Sernicola |
| 27 | Italia (bandiera)   | C     | Mirko Eramo        |
| 29 | Senegal (bandiera)  | C     | Mamadou Coulibaly  |
| 31 | Italia (bandiera)   | C     | Manuel Cicconi     |
| 32 | Italia (bandiera)   | A     | Matteo Mancosu     |
| 33 | Italia (bandiera)   | D     | Fabrizio Poli      |
| 34 | Italia (bandiera)   | C     | Andrea Schenetti   |
| 36 | Italia (bandiera)   | C     | Luca Mazzitelli    |

## Calciomercato

### Sessione estiva(dall'1/7 al 2/9)
| Acquisti | Acquisti           | Acquisti     | Acquisti      |
| R.       | Nome               | da           | Modalità      |
| -------- | ------------------ | ------------ | ------------- |
| D        | Mauro Coppolaro    | Udinese      | definitivo    |
| D        | Fabrizio Poli      | Carpi        | definitivo    |
| D        | Marco Sala         | Sassuolo     | prestito      |
| D        | Leonardo Sernicola | Sassuolo     | prestito      |
| D        | Federico Valietti  | Genoa        | prestito      |
| C        | Mamadou Coulibaly  | Udinese      | prestito      |
| C        | Marco Crimi        | Spezia       | fine prestito |
| C        | Andrea Schenetti   | Cittadella   | definitivo    |
| C        | Andrea Settembrini | Cittadella   | definitivo    |
| A        | Krisztián Adorján  | Novara       | definitivo    |
| A        | Claudio Morra      | Pro Vercelli | definitivo    |

| Cessioni | Cessioni       | Cessioni     | Cessioni            |
| R.       | Nome           | a            | Modalità            |
| -------- | -------------- | ------------ | ------------------- |
| D        | Luca Germoni   | Lazio        | fine prestito       |
| C        | Luca Tremolada | Brescia      | riscatto cartellino |
| A        | Dany Mota      | Juventus U23 | definitivo          |

### Sessione invernale (dal 2/1 al 31/1)
| Acquisti | Acquisti        | Acquisti | Acquisti      |
| R.       | Nome            | da       | Modalità      |
| -------- | --------------- | -------- | ------------- |
| C        | Luca Mazzitelli | Sassuolo | prestito      |
| A        | Tomi Petrovic   | Rimini   | fine prestito |
| C        | Moutir Chajia   | Ascoli   | prestito      |

| Cessioni | Cessioni          | Cessioni       | Cessioni      |
| R.       | Nome              | a              | Modalità      |
| -------- | ----------------- | -------------- | ------------- |
| C        | Manuel Cicconi    | Como           | prestito      |
| P        | Samuele Massolo   | Sambenedettese | definitivo    |
| D        | Mamadou Coulibaly | Udinese        | fine prestito |
| A        | Tomi Petrovic     | Pro Vercelli   | prestito      |

## Risultati

### Serie B

#### Girone di andata
| Arbitro: | Amabile (Vicenza) |

|                    |           |  |
| Mancosu 28’ (rig.) | Marcatori |  |

| Arbitro: | Baroni (Firenze) |

|  |           |               |
|  | Marcatori | 23’ Schenetti |

| Arbitro: | Maggioni (Lecco) |

|                      |           |  |
| Mancosu 90+4’ (rig.) | Marcatori |  |

| Arbitro: | Marini (Roma) |

|              |           |               |
| Memushaj 73’ | Marcatori | Schenetti 32’ |

| Arbitro: | Robilotta (Sala Consilina) |

|  |           |                        |
|  | Marcatori | 3’ Capello 61’ Bocalon |

| Arbitro: | Sozza (Seregno) |

|           |           |              |
| Kragl 20’ | Marcatori | 82’Sernicola |

| Arbitro: | Camplone (Pescara) |

|                            |           |                |
| Simy 27’, 38’ Crociata 63’ | Marcatori | 79’ G. De Luca |

| Arbitro: | Rapuano (Rimini) |

|                |           |                        |
| G. De Luca 41’ | Marcatori | 68’ (rig.) Taugourdeau |

| Arbitro: | Fourneau (Roma) |

|                           |           |                   |
| Ninkovic 5’ Ardemagni 31’ | Marcatori | 13’ (aut.) Pucino |

| Arbitro: | Maggioni (Lecco) |

|             |           |  |
| F. Poli 81’ | Marcatori |  |

| Arbitro: | Dionisi (L'Aquila) |

|                        |           |             |
| Maistro 80’ Jallow 84’ | Marcatori | 89’ F. Poli |

| Arbitro: | Baroni (Firenze) |

|               |           |               |
| Schenetti 40’ | Marcatori | 20’ Strizzolo |

| Arbitro: | Minelli (Varese) |

|                          |           |                |
| Väisänen 2’ Dickmann 40’ | Marcatori | 54’ G. De Luca |

| Arbitro: | Marinelli (Tivoli) |

|                          |           |  |
| G. De Luca 38’ Eramo 81’ | Marcatori |  |

| Arbitro: | Massimi (Termoli) |

|  |           |                              |
|  | Marcatori | 28’ G. De Luca 90+5’ Toscano |

| Arbitro: | Amabile (Vicenza) |

|                          |           |  |
| Morra 38’ M. De Luca 40’ | Marcatori |  |

| Arbitro: | Camplone (Pescara) |

|                           |           |  |
| Capone 61’ Iemmello 90+4’ | Marcatori |  |

| Chiavari 26 dicembre 2019, ore 21.00 CET 18ª giornata | Virtus Entella        | 0 – 0 referto | Spezia | Stadio comunale di Chiavari (3813 spett.)\| Arbitro: \| Abbattista (Molfetta) \| |
| Arbitro:                                              | Abbattista (Molfetta) |               |        |                                                                                  |

| Arbitro: | Prontera (Bologna) |

|           |           |                                            |
| Proia 84’ | Marcatori | 12’ (aut.) Frare 67’ Chiosa 90’ M. De Luca |

#### Girone di ritorno
| Arbitro: | Rapuano (Rimini) |

|                                                    |           |                                                                   |
| Murilo 9’ Braken 21’ Rocca 42’ (rig.) Marras 90+2’ | Marcatori | 45+1’ (rig.) Schenetti 77’ F. Poli 89’ G. De Luca 90+6’ Pellizzer |

| Arbitro: | Di Martino (Teramo) |

|                |           |               |
| G. De Luca 35’ | Marcatori | 5’ D. Ciofani |

| Arbitro: | Massimi (Termoli) |

|             |           |  |
| Dionisi 57’ | Marcatori |  |

| Arbitro: | Sozza (Seregno) |

|                                               |           |  |
| G. De Luca 35’ (rig.) A. Rodriguez 50’ (rig.) | Marcatori |  |

| Arbitro: | Amabile (Vicenza) |

|                       |           |                                     |
| S. Longo 9’ Aramu 78’ | Marcatori | 29’ (rig.) G. De Luca 90+2’ Mancosu |

| Arbitro: | Marini (Roma) |

|  |           |                                                    |
|  | Marcatori | 9’ Sau 14’ R. Insigne 25’ (rig.) N. Viola 85’ Coda |

| Arbitro: | Aureliano (Bologna) |

|                 |           |                         |
| Pellizzer 90+5’ | Marcatori | 10’ Armenteros 83’ Simy |

| Arbitro: | Ayroldi (Molfetta) |

|                                                           |           |                      |
| Evacuo 63’ Pettinari 71’ Taugourdeau 89’ L. Scaglia 90+4’ | Marcatori | 23’ (aut.) Coulibaly |

| Arbitro: | Robilotta (Sala Consilina) |

|                                               |           |  |
| Paolucci 8’ F. Poli 13’ G. De Luca 22’ (rig.) | Marcatori |  |

| Arbitro: | Volpi (Arezzo) |

|                           |           |             |
| Bruccini 31’ Carretta 35’ | Marcatori | 93’ F. Poli |

| Arbitro: | Camplone (Pescara) |

|                |           |  |
| Mazzitelli 49’ | Marcatori |  |

| Arbitro: | Rapuano (Rimini) |

|                            |           |  |
| Mazzocco 52’ Barison 90+1’ | Marcatori |  |

| Arbitro: | Marini (Roma) |

|                |           |             |
| Mazzitelli 25’ | Marcatori | 62’ Rigione |

| Arbitro: | Baroni (Firenze) |

|                  |           |                |
| Forte 67’ (rig.) | Marcatori | 40’ Mazzitelli |

| Arbitro: | Illuzzi (Molfetta) |

|                 |           |         |
| Pellizzer 90+4’ | Marcatori | 9’ Vido |

| Arbitro: | Marinelli (Tivoli) |

|                                 |           |                                           |
| Mancuso 3’ (rig.) Żurkowski 36’ | Marcatori | 44’, 51’ Dezi 90’ Mancosu 90+9’ Schenetti |

| Arbitro: | Ros (Pordenone) |

|  |           |                            |
|  | Marcatori | 35’ Iemmello 43’ Buonaiuto |

| La Spezia 28 luglio 2020, ore CEST 37ª giornata | Spezia           | 0 – 0 | Virtus Entella | Stadio Alberto Picco (0 spett.)\| Arbitro: \| Minelli (Varese) \| |
| Arbitro:                                        | Minelli (Varese) |       |                |                                                                   |

| Arbitro: | Rapuano (Rimini) |

|                                     |           |                           |
| A. Rizzo 5’ (aut.) M. De Luca 45+4’ | Marcatori | 3’, 21’ Panico 87’ Stanco |

### Coppa Italia
| Arbitro: | Massa (Imperia) |

|              |           |                              |
| Paolucci 26’ | Marcatori | 8’ Casiraghi 83’ T. Morosini |

## Statistiche

### Statistiche di squadra
Statistiche aggiornate al 10 luglio 2020.
| Competizione | Punti         | In casa | In casa | In casa | In casa | In casa | In casa | In trasferta | In trasferta | In trasferta | In trasferta | In trasferta | In trasferta | Totale | Totale | Totale | Totale | Totale | Totale | DR |
| Competizione | Punti         | G       | V       | N       | P       | Gf      | Gs      | G            | V            | N            | P            | Gf           | Gs           | G      | V      | N      | P      | Gf     | Gs     | DR |
| ------------ | ------------- | ------- | ------- | ------- | ------- | ------- | ------- | ------------ | ------------ | ------------ | ------------ | ------------ | ------------ | ------ | ------ | ------ | ------ | ------ | ------ | -- |
| Serie B      | 48            | 19      | 8       | 6       | 5       | 21      | 18      | 19           | 4            | 6            | 9            | 25           | 32           | 38     | 12     | 12     | 14     | 46     | 50     | -4 |
| Coppa Italia | Secondo Turno | 1       | 0       | 0       | 1       | 1       | 2       | 0            | 0            | 0            | 0            | 0            | 0            | 1      | 0      | 0      | 1      | 1      | 2      | -1 |
| Totale       | 48            | 20      | 8       | 6       | 6       | 22      | 20      | 19           | 3            | 6            | 9            | 25           | 32           | 39     | 12     | 11     | 15     | 47     | 52     | -5 |

### Andamento in campionato
| Giornata  | 1 | 2 | 3 | 4 | 5 | 6 | 7 | 8 | 9  | 10 | 11 | 12 | 13 | 14 | 15 | 16 | 17 | 18 | 19 | 20 | 21 | 22 | 23 | 24 | 25 | 26 | 27 | 28 | 29 | 30 | 31 | 32 | 33 | 34 | 35 | 36 | 37 | 38 |
| --------- | - | - | - | - | - | - | - | - | -- | -- | -- | -- | -- | -- | -- | -- | -- | -- | -- | -- | -- | -- | -- | -- | -- | -- | -- | -- | -- | -- | -- | -- | -- | -- | -- | -- | -- | -- |
| Luogo     | C | T | C | T | C | T | T | C | T  | C  | T  | C  | T  | C  | T  | C  | T  | C  | T  | T  | C  | T  | C  | T  | C  | C  | T  | C  | T  | C  | T  | C  | T  | C  | T  | C  | T  | C  |
| Risultato | V | V | V | N | P | N | P | N | P  | V  | P  | N  | P  | V  | V  | V  | P  | N  | V  | N  | N  | P  | V  | N  | P  | P  | P  | V  | P  | V  | P  | N  | N  | N  | V  | P  | N  | P  |
| Posizione | 1 | 1 | 1 | 2 | 6 | 7 | 9 | 9 | 12 | 10 | 11 | 14 | 14 | 12 | 8  | 4  | 8  | 9  | 6  | 4  | 5  | 10 | 6  | 8  | 10 | 11 | 11 | 10 | 11 | 9  | 10 | 11 | 11 | 11 | 11 | 11 | 12 | 13 |

Fonte:  Serie B, su calcio.com.
Legenda:

Luogo: C = Casa; T = Trasferta. Risultato: V = Vittoria; N = Pareggio; P = Sconfitta.

### Statistiche dei giocatori
| Giocatore      | Serie B  | Serie B | Serie B     | Serie B    | Coppa Italia | Coppa Italia | Coppa Italia | Coppa Italia | Totale   | Totale | Totale      | Totale     |
| Giocatore      | Presenze | Reti    | Ammonizioni | Espulsioni | Presenze     | Reti         | Ammonizioni  | Espulsioni   | Presenze | Reti   | Ammonizioni | Espulsioni |
| -------------- | -------- | ------- | ----------- | ---------- | ------------ | ------------ | ------------ | ------------ | -------- | ------ | ----------- | ---------- |
| K. Adorjan     | 6        | 0       | 2           | 0          | 0            | 0            | 0            | 0            | 6        | 0      | 2           | 0          |
| S. Andreis     | 1        | 0       | 1           | 0          | 0            | 0            | 0            | 0            | 1        | 0      | 1           | 0          |
| F. Ardizzone   | 1        | 0       | 0           | 0          | 0            | 0            | 0            | 0            | 1        | 0      | 0           | 0          |
| F. Bonini      | 3        | 0       | 1           | 0          | 0            | 0            | 0            | 0            | 3        | 0      | 1           | 0          |
| D. Borra       | 6        | -5      | 0           | 0          | 0            | -0           | 0            | 0            | 6        | -5     | 0           | 0          |
| S. Caturano    | 1        | 0       | 0           | 0          | 0            | 0            | 0            | 0            | 1        | 0      | 0           | 0          |
| M. Chajia      | 6        | 0       | 2           | 0          | 0            | 0            | 0            | 0            | 6        | 0      | 2           | 0          |
| M. Chiosa      | 31       | 1       | 5           | 1          | 1            | 0            | 0            | 0            | 32       | 1      | 5           | 1          |
| M. Cicconi     | 2        | 0       | 0           | 0          | 1            | 0            | 0            | 0            | 3        | 0      | 0           | 0          |
| N. Contini     | 32       | -44     | 7           | 0          | 1            | -2           | 0            | 0            | 33       | -46    | 7           | 0          |
| M. Coppolaro   | 25       | 0       | 8           | 1          | 0            | 0            | 0            | 0            | 25       | 0      | 8           | 1          |
| M. Coulibaly   | 2        | 0       | 0           | 0          | 0            | 0            | 0            | 0            | 2        | 0      | 0           | 0          |
| C. Crialese    | 11       | 0       | 2           | 0          | 0            | 0            | 0            | 0            | 11       | 0      | 2           | 0          |
| M. Crimi       | 7        | 0       | 0           | 1          | 0            | 0            | 0            | 0            | 7        | 0      | 0           | 1          |
| M. Currarino   | 10       | 0       | 2           | 0          | 1            | 0            | 0            | 0            | 11       | 0      | 2           | 0          |
| F. De Col      | 10       | 0       | 0           | 0          | 0            | 0            | 0            | 0            | 10       | 0      | 0           | 0          |
| G. De Luca     | 34       | 10      | 6           | 2          | 1            | 0            | 0            | 0            | 35       | 10     | 6           | 2          |
| M. De Luca     | 19       | 3       | 1           | 0          | 0            | 0            | 0            | 0            | 19       | 3      | 1           | 0          |
| I. De Santis   | 1        | 0       | 0           | 0          | 0            | 0            | 0            | 0            | 1        | 0      | 0           | 0          |
| J. Dezi        | 13       | 2       | 3           | 0          | 0            | 0            | 0            | 0            | 13       | 2      | 3           | 0          |
| M. Eramo       | 20       | 1       | 6           | 0          | 1            | 0            | 1            | 0            | 21       | 1      | 7           | 0          |
| M. Mancosu     | 30       | 4       | 1           | 0          | 1            | 0            | 0            | 0            | 31       | 4      | 1           | 0          |
| L. Mazzitelli  | 18       | 3       | 6           | 1          | 0            | 0            | 0            | 0            | 18       | 3      | 6           | 1          |
| C. Morra       | 29       | 1       | 0           | 0          | 1            | 0            | 0            | 0            | 30       | 1      | 0           | 0          |
| L. Nizzetto    | 15       | 0       | 2           | 0          | 1            | 0            | 1            | 0            | 16       | 0      | 3           | 0          |
| A. Paolucci    | 34       | 1       | 10          | 0          | 1            | 1            | 0            | 0            | 35       | 2      | 10          | 0          |
| A. Paroni      | 1        | -1      | 0           | 0          | 0            | -0           | 0            | 0            | 1        | -1     | 0           | 0          |
| M. Pellizzer   | 30       | 3       | 10          | 0          | 1            | 0            | 1            | 0            | 31       | 3      | 11          | 0          |
| F. Poli        | 16       | 5       | 3           | 0          | 0            | 0            | 0            | 0            | 16       | 5      | 3           | 0          |
| A. Rodríguez   | 10       | 1       | 2           | 0          | 0            | 0            | 0            | 0            | 10       | 1      | 2           | 0          |
| M. Sala        | 33       | 0       | 3           | 0          | 1            | 0            | 0            | 0            | 34       | 0      | 3           | 0          |
| A. Schenetti   | 34       | 5       | 5           | 1          | 0            | 0            | 0            | 0            | 34       | 5      | 5           | 1          |
| L. Sernicola   | 5        | 1       | 0           | 0          | 1            | 0            | 0            | 0            | 6        | 1      | 0           | 0          |
| A. Settembrini | 23       | 0       | 7           | 1          | 0            | 0            | 0            | 0            | 23       | 0      | 7           | 1          |
| M. Toscano     | 23       | 1       | 3           | 0          | 1            | 0            | 0            | 0            | 24       | 1      | 3           | 0          |